# Bohemund V. z Antiochie

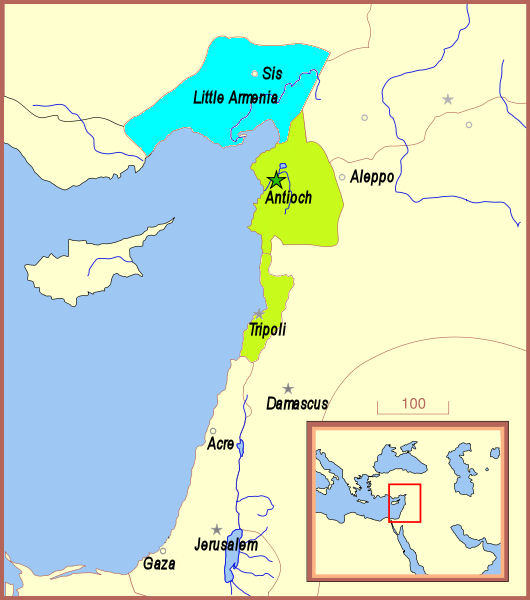
Bohemund V. vládl Antiochijskému knížectví a Tripolskému hrabství (limetkově zeleně). S Arménským královstvím v Kilíkii (tyrkysově) byl takřka neustále v konfliktu

Bohemund V. (zemřel 1252) byl v letech 1233 až do své smrti vládcem křižáckého Antiochijského knížectví a hrabětem z Tripolisu
Bohemund V. byl synem knížete Bohemunda IV. a Plaisance z Gibeletu. Stejně jako jeho otec, i Bohemund V. choval značnou nevraživost vůči rytířskému řádu johanitů a sousednímu Arménskému království v Kilíkii a dával přednost spojenectví s řádem templářů. Mír s Arménským královstvím byl nastolen pouze krátce před Bohemundovou smrtí, díky zprostředkovanému vyjednávání francouzského krále Ludvíka IX.
Krátce před srpnem 1225 se oženil s princeznou Alicí ze Champagne, královnou-vdovou Kypru a Jeruzaléma, se kterou se rozvedl a manželství bylo někdy v letech 1227 či 1229 bez potíží anulováno. V roce 1235 se kníže Bohemund V. podruhé oženil s Luciennou di Caccamo-Segnim, praneteří papeže Innocenta III., s níž měl dvě děti:
- Plaisance z Antiochie, později se stala třetí manželkou kyperského krále Jindřicha I.[2]
- Bohemund, pozdější kníže Bohemund VI.

Bohemund V. zemřel v lednu 1252. Jeho nástupcem na antiochijském trůnu se stal jeho tehdy patnáctiletý syn jako Bohemund VI. z Antiochie. Protože Bohemund VI. byl stále nezletilý, vládla za něho jeho matka, kněžna-vdova Lucienna. Nicméně kněžna Lucienna nikdy neopustila Tripolis a namísto toho předala vládu nad Antiochijským knížectvím svým příbuzným z Říma.